# Navolato
Navolato – miasto w zachodniej części meksykańskiego stanu Sinaloa, położone w odległości około 35 kilometrów od wybrzeża Pacyfiku nad Zatoką Kalifornijską, na zachód od miasta Culiacán Rosales. Miasto w 2005 roku liczyło 28 676 mieszkańców.

## Gmina Navolato

Położenie gminy Navolato na mapie stanu Sinaloa

Miasto jest siedzibą władz gminy Navolato, jednej z 18 gmin w stanie Sinaloa. Według spisu z 2005 roku ludność gminy liczyła 135 681 mieszkańców. Gminę utworzono w 1982 roku decyzją gubernatora stanu Snaloa. Ludność gminy jest zatrudniona według ważności w następujących gałęziach: rolnictwie, hodowli, rybołówstwie, górnictwie, przemyśle i usługach turystycznych. Najczęściej uprawia się trzcinę cukrową, ryż, fasolę, sorgo, pszenicę, soję, bawełnę i kukurydzę. Większość produktów produkuje się na eksport do USA. Spośród zwierząt najczęściej hoduje się bydło mleczne oraz z przeznaczeniem na mięso, a także trzodę chlewną i owce.
Znaczny procent ludności zatrudniony jest także w usługach turystycznych wzdłuż plaż na wybrzeżu o łącznej długości 29 km w nabrzeżnych ośrodkach Tambor, El Castillo, Yameto, Dautillos, Las Aguamitas, El Tetuán i na wyspie Isla de Redo.  